# Copa da Liga Escocesa 1961–62
A Copa da Liga Escocesa de 1961-62 foi a 16º edição do segundo mais importante torneio eliminatório do futebol da Escócia. O campeão foi o Rangers F.C., que conquistou seu 4º título na história da competição ao vencer a final contra o Heart of Midlothian F.C, pelo placar de 3 a 1.

## Premiação
| Copa da Liga Escocesa de 1961-62 |
| Escócia                          |
| -------------------------------- |
| Rangers F.C. Campeão (4º título) |